# Polohî, Krasnohvardiiske
Polohî (în ucraineană Пологи) este un sat în comuna Kolodeazne din raionul Krasnohvardiiske, Republica Autonomă Crimeea, Ucraina.

## Demografie
Componența lingvistică a localității Polohî
     Rusă (48,8%)
     Tătară crimeeană (41,24%)
     Ucraineană (7,56%)
     Belarusă (1,37%)
     Alte limbi (0,68%)
Conform recensământului din 2001, nu exista o limbă vorbită de majoritatea populației, aceasta fiind compusă din vorbitori de rusă (48,8%), tătară crimeeană (41,24%), ucraineană (7,56%) și belarusă (1,37%).